# Vass László Levente
Vass László Levente (Székelyudvarhely, 1955. július 5. – Homoródalmás, 1979. április 23.) erdélyi magyar költő.

## Életútja
A hétfalusi magyar gimnáziumban érettségizett. 1976-tól a kolozsvári szállítási vállalat alkalmazottja; ekkor került kapcsolatba az Echinox körével, a „harmadik Forrás-nemzedék” fiataljaival. Élete utolsó két évét gyógyíthatatlan betegen Budapesten töltötte.

## Munkássága
Verseit, prózai írásait a Brassói Lapok, Igazság, Echinox, Ifjúmunkás, Magyarországon Nagy László és Kormos István közvetítésével az Élet és Irodalom, a Kortárs és a Dunántúli Napló közölte; nemzedéktársaival a Kimaradt szó (Bukarest, 1979), illetve halála után a Bábel tornyán (Bukarest, 1983) és a brassói költőket bemutató A Cenk árnyékában (Brassó, 1995) című gyűjteményes kötetekben szerepelt. „…verseit – írta Balázs Imre József – az 1970-es évek második felének irodalmi forrongásai közé kell képzelnünk, hogy megbízható képet alkossunk róluk. Ez az az időszak az erdélyi magyar irodalomban, amikor a kulturális intézmények – kiadók, folyóirat- és lapszerkesztőségek – gyakorlatilag bezárulnak az akkori fiatal irodalmárok előtt.” Költészetét pedig így jellemzi: „Helyenként fel-feltűnik még a Szilágyi- vagy Nagy László-féle mondatfűzés. Alapvetően azonban mégis a neoavantgárd beszédmód és képszerkezet bizonyul számára meghatározónak, amely az akkor induló fiatal költőnemzedék sajátja.”

## Kötetei
- Egyedül az éjszakában. Hátrahagyott versek (Szőcs Géza előszavával, Balla Zsófia Vass Levente utazása élő barátjában c. versével, Székelyudvarhely 1991)
- Üvegmezők. Összegyűjtött versek (Balázs Imre József előszavával, Kolozsvár, 2004)